# ژاک ویلنوو (راننده مسابقه، زاده ۱۹۵۳)
ژاک ویلنوو (به فرانسوی: Jacques Villeneuve)؛ (زادۀ ۴ نوامبر ۱۹۵۳ میلادی) یک اتوموبیل‌ران فرمول ۱ اهل کانادا است. او برادر ژیل ویلنوو و عموی ژاک ویلنوو است